# Liste von Sakralbauten in Külsheim
Die Liste von Sakralbauten in Külsheim nennt Kirchengebäude und sonstige Sakralbauten im Stadtgebiet von Külsheim im Main-Tauber-Kreis in Baden-Württemberg.

## Sakralbauten in Külsheim

### Christentum
Die katholischen Sakralbauten im Stadtgebiet von Külsheim gehören zur Seelsorgeeinheit Külsheim-Bronnbach im Dekanat Tauberbischofsheim. Die evangelischen Sakralbauten im Stadtgebiet von Külsheim sind der Kirchengemeinde Külsheim-Niklashausen-Höhefeld im Kirchenbezirk Wertheim zugeordnet.

#### Kirchengebäude und Kapellen
| Name                                        | Konfession | Ort             | Bild | Koordinaten                 |
| ------------------------------------------- | ---------- | --------------- | --- | --------------------------- |
| Birkenkapelle                               | r.-k.      | Hundheim        | | 49° 41′ 17″ N, 9° 29′ 29″ O |
| Evangelisches Gemeindezentrum mit Kirchraum | ev.        | Külsheim        | Bild gesucht Die Wikipedia wünscht sich an dieser Stelle ein Bild vom hier behandelten Ort. Falls du dabei helfen möchtest, erklärt die Anleitung , wie das geht. BW | 49° 40′ 9″ N, 9° 30′ 52″ O  |
| Heilig-Kreuz-Kapelle                        | r.-k.      | Steinfurt       | | 49° 38′ 54″ N, 9° 28′ 59″ O |
| Hofkapelle                                  | r.-k.      | Vorderer Meßhof | | 49° 40′ 30″ N, 9° 26′ 58″ O |
| Josefskapelle                               | r.-k.      | Eiersheim       | | 49° 38′ 21″ N, 9° 34′ 9″ O  |
| Katharinenkapelle                           | r.-k.      | Külsheim        | | 49° 40′ 11″ N, 9° 31′ 14″ O |
| St. Laurentius                              | r.-k.      | Uissigheim      | | 49° 40′ 47″ N, 9° 34′ 24″ O |
| St. Margareta                               | r.-k.      | Eiersheim       | | 49° 39′ 33″ N, 9° 35′ 18″ O |
| St. Margareta                               | r.-k.      | Hundheim        | | 49° 41′ 29″ N, 9° 28′ 1″ O  |
| St. Martin                                  | r.-k.      | Külsheim        | | 49° 40′ 14″ N, 9° 31′ 21″ O |
| St. Peter und Paul                          | r.-k.      | Steinbach       | | 49° 40′ 55″ N, 9° 28′ 14″ O |
| Stahlbergkapelle                            | r.-k.      | Uissigheim      | | 49° 41′ 14″ N, 9° 33′ 44″ O |
| Straßenkapelle                              | r.-k.      | Külsheim        | | 49° 39′ 19″ N, 9° 30′ 51″ O |
| Waldkapelle                                 | r.-k.      | Külsheim        | | 49° 41′ 55″ N, 9° 30′ 55″ O |

#### Kreuzwege
Die folgenden Freilandkreuzwege bestehen im Stadtgebiet von Külsheim:
| Name                           | Konfession | Ort        | Bild | Koordinaten                 |
| ------------------------------ | ---------- | ---------- | ---- | --------------------------- |
| Kreuzweg                       | r.-k.      | Hundheim   |      | 49° 41′ 5″ N, 9° 28′ 58″ O  |
| Kreuzweg                       | r.-k.      | Uissigheim |      | 49° 41′ 10″ N, 9° 33′ 48″ O |
| Kreuzweg in der Friedhofsmauer | r.-k.      | Külsheim   |      | 49° 40′ 13″ N, 9° 31′ 27″ O |

#### Mariengrotte
Folgende Mariengrotte beziehungsweise Lourdesgrotte besteht im Stadtgebiet von Külsheim:
| Name         | Konfession | Ort       | Bild | Koordinaten                |
| ------------ | ---------- | --------- | ---- | -------------------------- |
| Mariengrotte | r.-k.      | Steinfurt |      | 49° 38′ 50″ N, 9° 29′ 3″ O |

#### Friedhöfe
In der Kernstadt Külsheim sowie in den weiteren Stadtteilen bestehen folgende christliche Friedhöfe:
| Ort      | Bild       | Koordinaten |                             |
| -------- | ---------- | --- | --------------------------- |
| Friedhof | Eiersheim  | Bild gesucht Die Wikipedia wünscht sich an dieser Stelle ein Bild vom hier behandelten Ort. Falls du dabei helfen möchtest, erklärt die Anleitung , wie das geht. BW | 49° 39′ 25″ N, 9° 35′ 22″ O |
| Friedhof | Hundheim   | Bild gesucht Die Wikipedia wünscht sich an dieser Stelle ein Bild vom hier behandelten Ort. Falls du dabei helfen möchtest, erklärt die Anleitung , wie das geht. BW | 49° 41′ 28″ N, 9° 28′ 13″ O |
| Friedhof | Külsheim   | | 49° 40′ 14″ N, 9° 31′ 24″ O |
| Friedhof | Steinbach  | Bild gesucht Die Wikipedia wünscht sich an dieser Stelle ein Bild vom hier behandelten Ort. Falls du dabei helfen möchtest, erklärt die Anleitung , wie das geht. BW | 49° 40′ 45″ N, 9° 28′ 28″ O |
| Friedhof | Steinfurt  | Bild gesucht Die Wikipedia wünscht sich an dieser Stelle ein Bild vom hier behandelten Ort. Falls du dabei helfen möchtest, erklärt die Anleitung , wie das geht. BW | 49° 38′ 49″ N, 9° 29′ 4″ O  |
| Friedhof | Uissigheim | Bild gesucht Die Wikipedia wünscht sich an dieser Stelle ein Bild vom hier behandelten Ort. Falls du dabei helfen möchtest, erklärt die Anleitung , wie das geht. BW | 49° 40′ 39″ N, 9° 34′ 26″ O |

### Judentum
Die folgenden jüdischen Sakralbauten des ehemaligen Bezirksrabbinats Wertheim bestanden oder bestehen im Stadtgebiet von Külsheim:
| Name               | Ort      | Bild | Koordinaten                 |
| ------------------ | -------- | ---- | --------------------------- |
| Jüdischer Friedhof | Külsheim |      | 49° 40′ 17″ N, 9° 30′ 53″ O |
| Synagoge           | Külsheim |      | 49° 40′ 10″ N, 9° 31′ 21″ O |

### Islam
Im Stadtgebiet von Külsheim besteht keine Moschee. Die Muslime besuchen gewöhnlich die nächstgelegene Moschee Lauda oder die Moschee Wertheim.